# Eleocharis uniglumis
Eleocharis uniglumis là loài thực vật có hoa trong họ Cói. Loài này được (Link) Schult. mô tả khoa học đầu tiên năm 1824.

## Hình ảnh

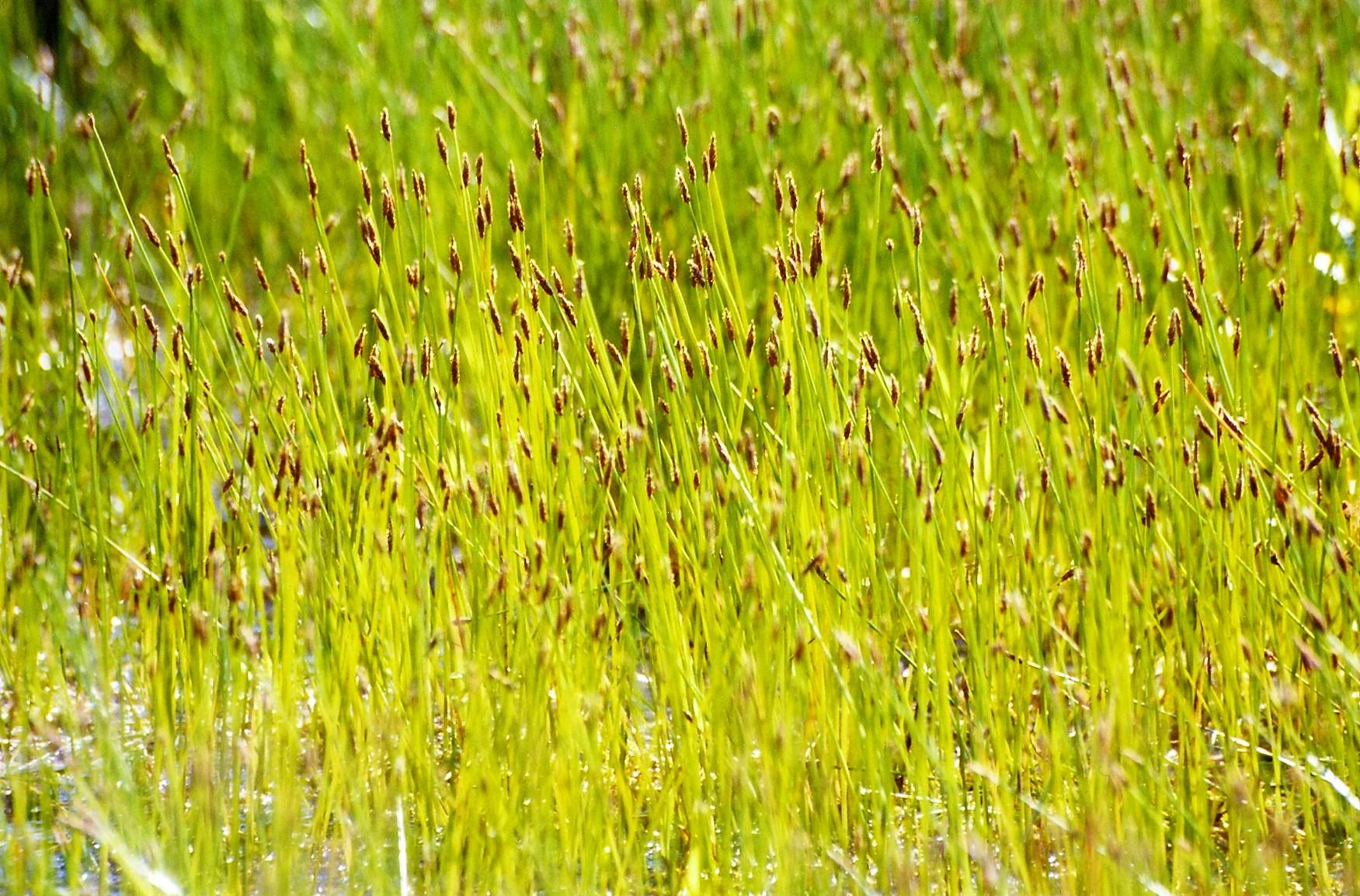
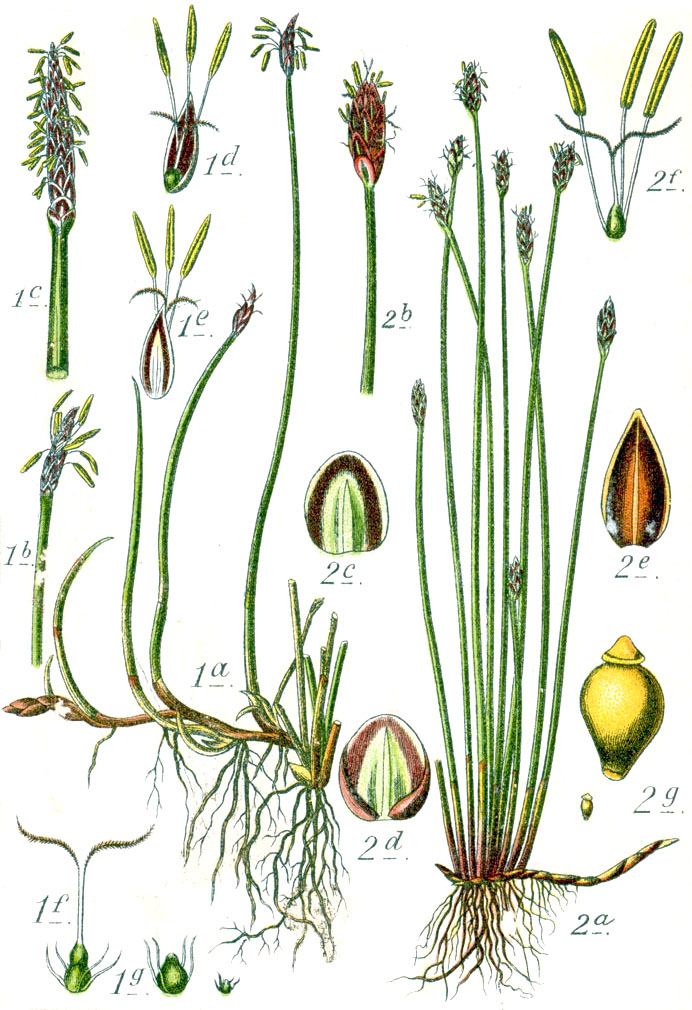
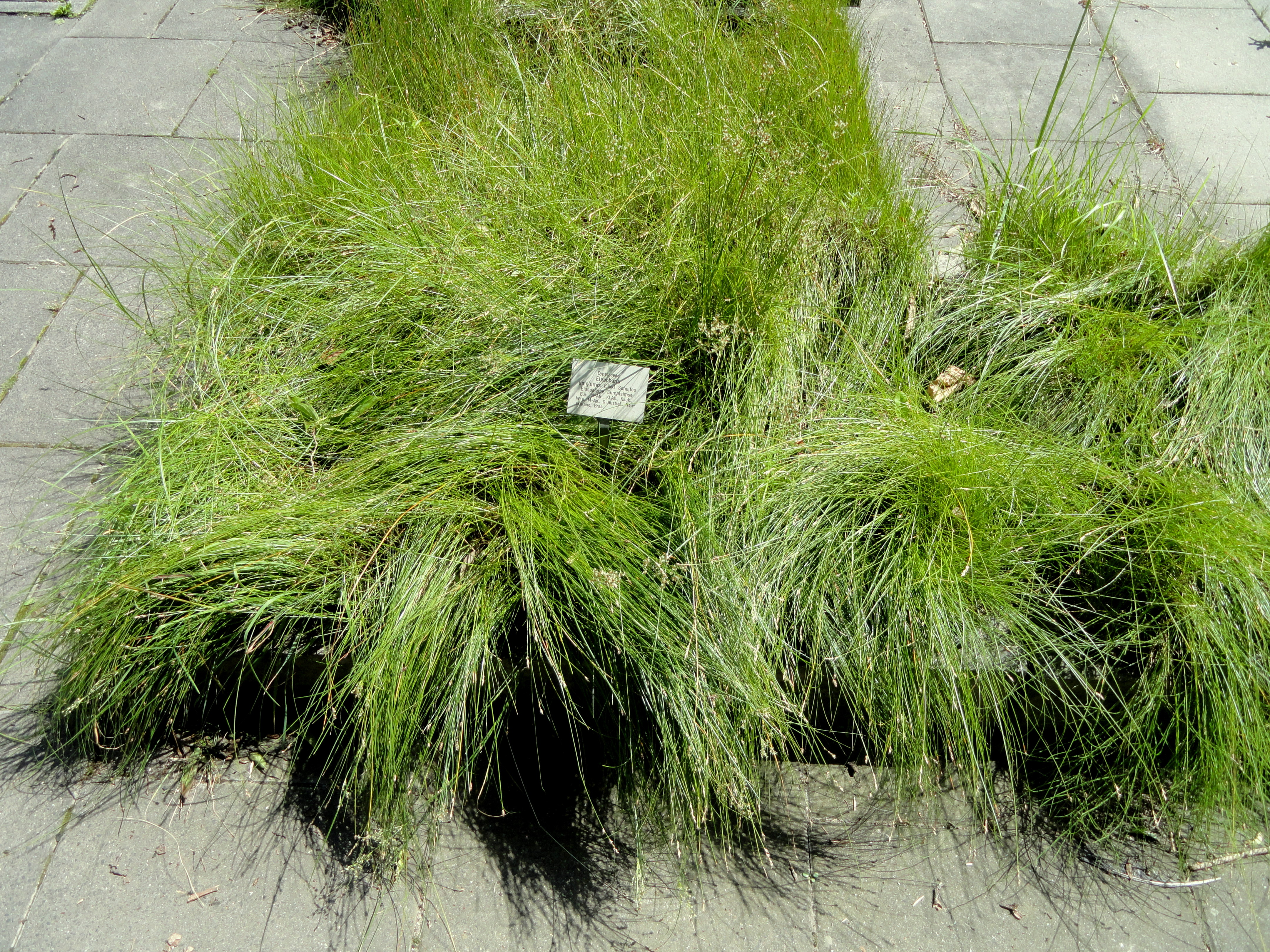
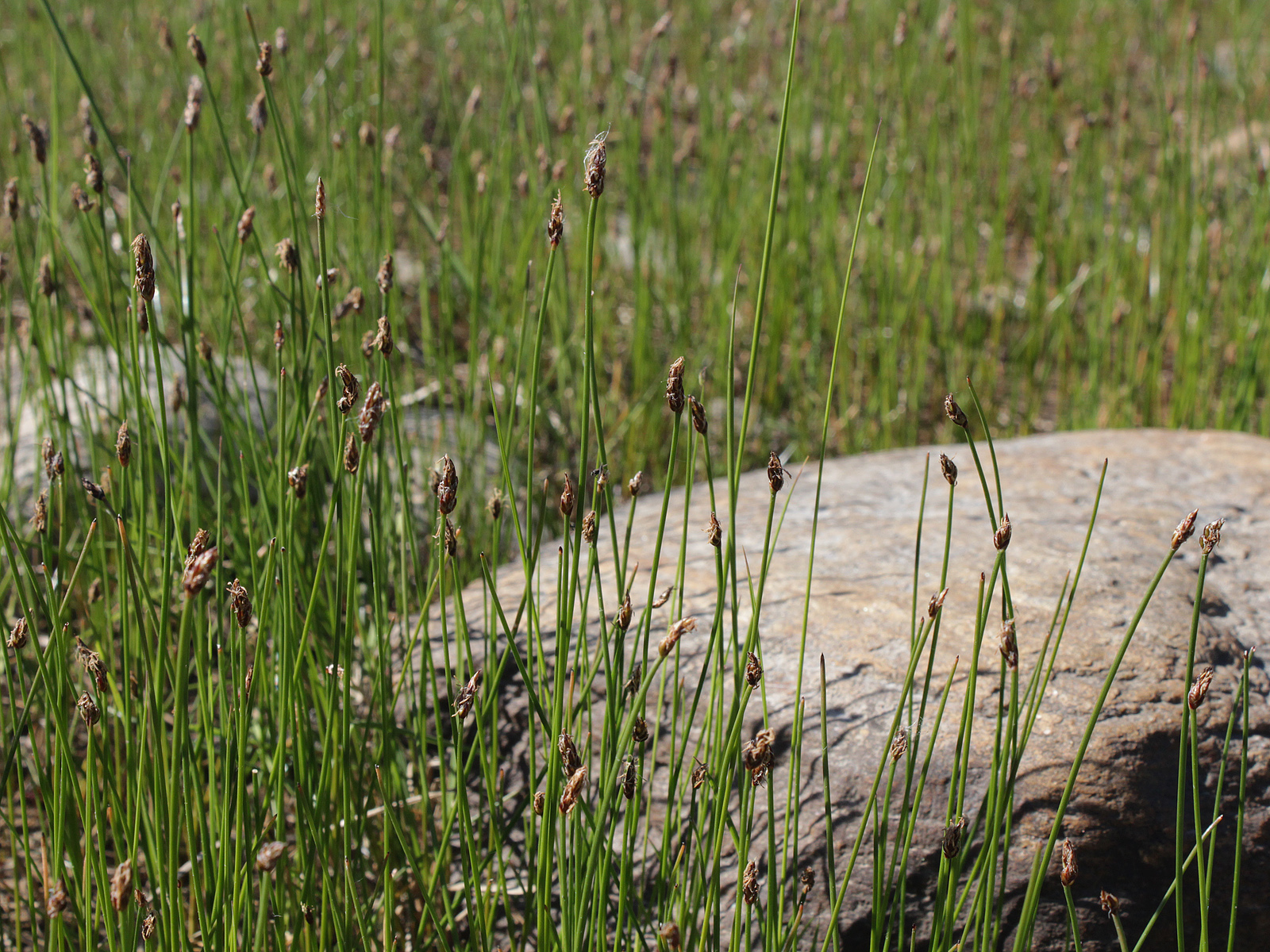